# Tropicos
Tropicos是美国的一个植物学在线数据库，该数据库成立於25年前，由密苏里植物园组织运营。它的数据大多来自新熱帶界（中美洲和南美洲），包含超過420萬個標本的圖像以及分類學和書籍數據。此外，它包含有關49,000多種科學出版物的數據。可以用英語、法語和西班牙語查詢。數據庫中最早的記錄可以追溯到1703年。